# Wu Hongjiao
Wu Hongjiao (chinesisch 吳紅嬌 / 吴红娇, Pinyin Wú Hóngjiāo; * 25. Juli 2003) ist eine chinesische Leichtathletin, die sich auf den Mittelstreckenlauf spezialisiert hat. Ihren größten Erfolg feierte sie mit dem Sieg über 800 Meter bei den Asienmeisterschaften 2025 in Gumi sowie bei den Hallenasienmeisterschaften 2023 in Astana.

## Sportliche Laufbahn
Erste internationale Erfahrungen sammelte Wu Hongjiao im Jahr 2023, als sie bei den Hallenasienmeisterschaften in Astana in 2:06,85 min auf Anhieb die Goldmedaille im 800-Meter-Lauf gewann. Im Juli belegte sie bei den Asienmeisterschaften in Bangkok in 2:10,78 min den siebten Platz, wie auch bei den World University Games im August in 2:07,30 min. 2025 schied sie bei den Hallenweltmeisterschaften in Nanjing mit 2:08,77 min in der ersten Runde über 800 Meter aus. Ende Mai siegte sie in 2:00,08 min bei den Asienmeisterschaften in Gumi und gewann in der Mixed-Staffel über 4-mal 400 Meter in 3:20,52 min gemeinsam mit Liang Baotang, Wumaier Ailixier und Liu Yinglan die Silbermedaille hinter dem indischen Team.
2024 wurde Wu chinesische Meisterin im 800- und 1500-Meter-Lauf. Zudem wurde sie 2019 und 2025 Hallenmeisterin über 800 Meter sowie 2019 auch über 1500 Meter.

## Persönliche Bestzeiten
- 800 Meter: 2:00,08 min, 31. Mai 2025 in Gumi
  - 800 Meter (Halle): 2:05,04 min, 8. März 2025 in Jinan
- 1500 Meter: 4:16,92 min, 16. September 2024 in Quzhou
  - 1500 Meter (Halle): 4:25,06 min, 10. Februar 2025 in Chengdu